# ドライブ GO! (ザ・クロマニヨンズの曲)
「ドライブ GO!」（ドライブ ゴー! ）は、日本のロックバンド、ザ・クロマニヨンズの20枚目のシングルである。2021年8月25日、自身のレーベルHAPPY SONG RECORDSからリリース。

## 解説
- 前作から9ヶ月振りのシングル。通常盤、紙ジャケット仕様の初回仕様限定盤、完全生産限定アナログ盤の3形態で発売。
- 6ヵ月連続でシングルをリリースするプロジェクト、「SIX KICKS ROCK&ROLL」[1]の第一弾となる作品である。

## 収録曲
1. ドライブ GO!（2:58）
  - 作詞・作曲：真島昌利
2. 千円ボウズ（2:31）
  - 作詞・作曲：甲本ヒロト

全編曲：ザ・クロマニヨンズ

## 参加アーティスト
- 甲本ヒロト
- 真島昌利
- 小林勝
- 桐田勝治